# ЖВК Партизан
ЖВК Партизан је српски женски ватерполо клуб из Београда. Основан је 2009. године и један је од удружених клубова у ЈСД Партизан.

## Успеси
- Национални куп 
  - Куп Србије (1) : 2012/13.